# Antônio Oscar Pinheiro
Antônio Oscar Pinheiro foi um político brasileiro do estado de Minas Gerais.
Antônio Oscar Pinheiro foi deputado estadual de Minas Gerais durante a 12ª legislatura (1993 - 1995), como suplente de alguns deputados afastados.